# L'estate di Cléo
L'estate di Cléo (Àma Gloria) è un film francese del 2023 scritto e diretto da Marie Amachoukeli.

## Trama
Cléo è una bambina di sei anni che porta gli occhiali ed è orfana di madre, morta di cancro. Per fortuna c'è Gloria, la sua tata, che la ama e che lei adora. Gloria, però, deve tornare nella natìa isola di Santiago, a Capo Verde, per riunirsi ai suoi figli, l'adolescente César, che l'ha vista pochissime volte ed è arrabbiato con lei, e la ventenne Fernanda, la quale è incinta e prossima al parto. Qui la donna supervisionerà anche la realizzazione di un progetto, quello dell'hotel che spera di aprire per l'inizio della stagione turistica.
Cléo è sconvolta, e solo la promessa che riesce a strappare al padre la rallegra: l'estate successiva potrà raggiungere Gloria nel suo villaggio. Lì trascorrerà momenti meravigliosi e altri più tesi, coltivando la segreta speranza di riportare la "sua" Gloria a Parigi, e arrivando a comprendere che il distacco e il dolore sono due elementi imprescindibili della vita vera.

## Produzione
La regista Marie Amachoukeli ha scritto la sceneggiatura basandosi sulla propria esperienza:
(Marie Amachoukeli)
Alle immagini del film, la regista ha voluto alternare dei momenti di animazione ispirandosi a quanto accade nel primo film che ha visto, Mary Poppins, ritenendo che fosse molto in linea con l'infanzia e anche con il modo in cui si esprime l'inconscio della bambina, attraverso momenti di colore vivido piuttosto che con le parole. La telecamera è posta quasi all'altezza della piccola Cléo, per dare allo spettatore l’esatto punto di vista da cui la storia vuol esser raccontata. Durante la fase di montaggio è stato scelto un formato insolito, 1,42:1, inventato proprio durante questa fase (e che si colloca tra 4:3 e 1,85:1).

## Distribuzione
Il film è stato distribuito in Italia il 21 marzo 2024.

## Riconoscimenti
- 2024 – Premio Lumière[4]
  - Candidatura per la migliore promessa femminile a Louise Mauroy-Panzani